# 丹日圣克莱尔
丹日圣克莱尔（法語：Dingy-Saint-Clair，法語發音：[dɛ̃ʒi sɛ̃ klɛʁ]）是法国上萨瓦省的一个市镇，位于该省中部，属于阿讷西区。

## 地理
丹日圣克莱尔（45°54'42"N, 6°13'20"E）面积34.12 平方千米，位于法国奥弗涅-罗讷-阿尔卑斯大区上萨瓦省，该省份为法国东部省份，历史上为薩伏依的一部分，北与瑞士接壤，西接安省，南至萨瓦省，东与瑞士和意大利接壤。
与丹日圣克莱尔接壤的市镇（或旧市镇、城区）包括：阿莱克斯、拉巴尔姆德蒂、纳沃帕尔默朗、维拉兹、阿讷西、菲利耶尔。
丹日圣克莱尔的时区为UTC+01:00、UTC+02:00（夏令时）。

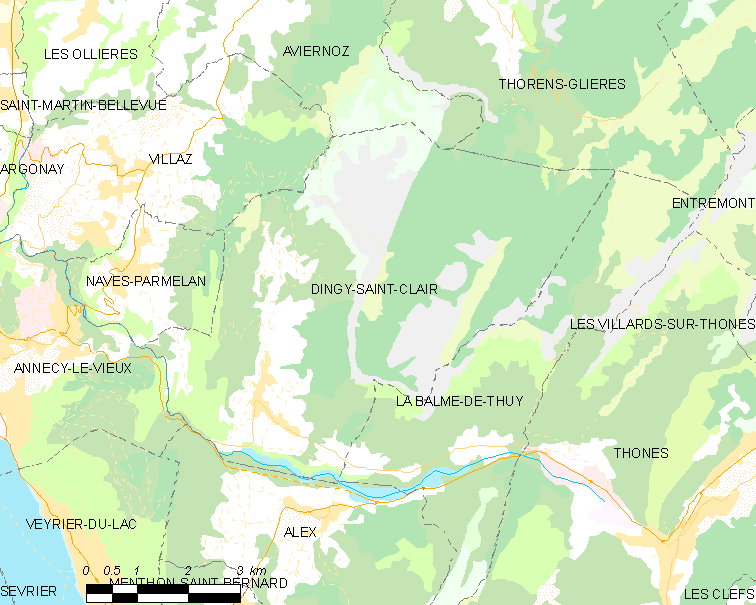
丹日圣克莱尔的OSM定位图

## 行政
丹日圣克莱尔的邮政编码为74230，INSEE市镇编码为74102。

## 政治
丹日圣克莱尔所属的省级选区为法韦日-塞特内县。

## 人口

1962-2008年间丹日圣克莱尔人口变化图示

丹日圣克莱尔于2022年1月1日时的人口数量为1459人。